# 勒拜
勒拜（法語：Rebais，法語發音：[ʁəbɛ] ⓘ）是法国塞纳-马恩省的一个市镇，属于普罗万区。

## 地理
勒拜（48°50'50"N, 3°13'57"E）面积11.05 平方千米，位于法国法蘭西島大區塞纳-马恩省，该省份为法国北部内陆省份，北起瓦兹省，西接埃松省、马恩河谷省、塞纳-圣但尼省和瓦兹河谷省，南至卢瓦雷省，东南接约讷省，东临马恩省和奥布省，东北接埃纳省。
与勒拜接壤的市镇（或旧市镇、城区）包括：拉特雷图瓦尔、杜村、圣但尼莱勒拜、圣莱热、圣雷米德拉瓦讷。

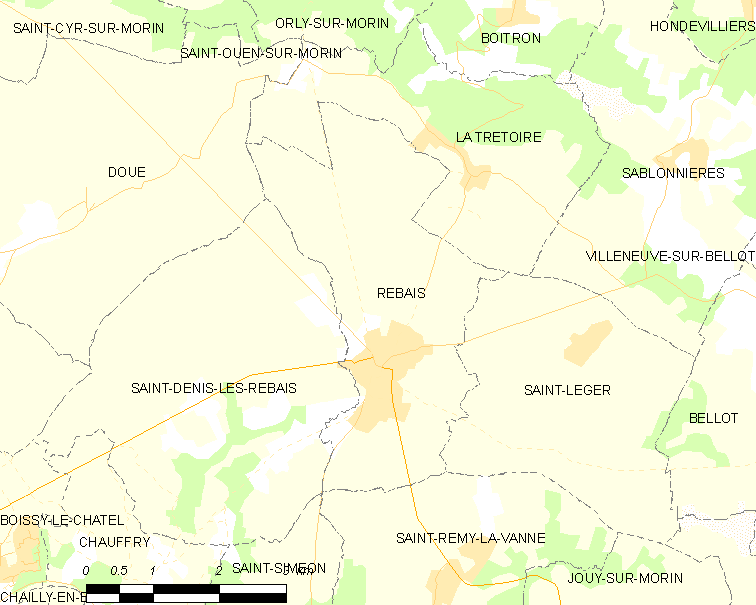
勒拜的OSM定位图

勒拜的时区为UTC+01:00、UTC+02:00（夏令时）。

## 行政
勒拜的邮政编码为77510，INSEE市镇编码为77385。

## 政治
勒拜所属的省级选区为库洛米耶县。

## 人口

1962-2008年间勒拜人口变化图示

勒拜于2022年1月1日时的人口数量为2291人。